# Dean Ambrose
Jonathan „Jon” Good (ur. 7 grudnia 1985 w Cincinnati, Ohio) – amerykański wrestler i aktor, obecnie występujący w federacji AEW pod pseudonimem ringowym Jon Moxley. Jest trzykrotnym posiadaczem WWE Intercontinental Championship.
W 2011 przyłączył się do WWE, gdzie został przydzielony do federacji rozwojowej Florida Championship Wrestling (FCW), zaś rok później zadebiutował w głównym rosterze WWE jako członek grupy The Shield wraz z Romanem Reignsem i Sethem Rollinsem. Jest byłym posiadaczem WWE World Championship oraz WWE United States Championship, gdzie jego 351-dniowe panowanie było trzecim najdłuższym w historii (oraz najdłuższym w samym WWE). Jest również zdobywcą walizki Money in the Bank z 2016, dzięki której stał się WWE World Heavywweight Championem. Ambrose występował w wielu walkach wieczoru gal pay-per-view. Zadebiutował jako aktor w produkcji 12 Rounds 3: Lockdown z 2015. W 2019 roku związał się z federacją All Elite Wrestling (AEW), zadebiutował na gali Double or Nothing, gdzie po walce w main evencie zaatakował Crisa Jericho i Kennego Omegę. Aktualnie Jon jest mistrzem IWGP United States Championship (NJPW).
Ambrose występował w federacjach niezależnych jako Jon Moxley. Znany był głównie z występów w Full Impact Pro (FIP), Combat Zone Wrestling (CZW), Ring of Honor (ROH), Evolve Wrestling (EVOLVE) oraz Dragon Gate USA (DGUSA). Zdołał zdobyć FIP World Heavyweight Championship, dwa razy CZW World Heavyweight Championship oraz dwa razy Insanity Pro Wrestling World Heavyweight Championship.

## Kariera profesjonalnego wrestlera

### Heartland Wrestling Association (2004–2010)
W 2004 roku, Good rozpoczął treningi pod nadzorem Cody’ego Hawksa i Lesa Thatchera. Zadebiutował w czerwcu 2004 roku, jako Jon Moxley. Po niespełna roku połączył siły z Jimmym Turnerem, tworząc tag team Necessary Roughness. 11 marca 2005, Moxley i Turner zdobyli HWA Tag Team Championship. Tytuły utracili na rzecz Foreign Intelligence (Quinten Lee i Ala Hussein). Moxley dołączył do Rica Byrne’a, tworząc Heartland Foundation.
W 2006 roku Moxley zaczął starania o HWA Heavyweight Championship. 9 maja pokonał Peppera Parksa i zdobył tytuł. Jon bronił mistrzostwa przez ponad pięć miesięcy, 12 września 2006 stracił je na rzecz Chada Collyera. 30 grudnia odzyskał tytuł HWA Heavyweight Championship w pojedynku z Pepperem Parksem. 2 stycznia 2007 roku Moxley utracił tytuł w walce z „Buffalo Bad Boyem” Brianem Jenningsem.
Good powrócił do dywizji tag team, kiedy połączył siły z Codym Hawksem, swoim dawnym trenerem. 12 czerwca 2007 Moxley i Hawk pokonali Tacka i Tareka The Greata w walce o HWA Tag Team Championship. Drużyna Gooda nie cieszyła się tytułami zbyt długo, bo zaledwie cztery dni od wygranej utraciła je w walce z GP Code (Andre Heart i Richard Phillips). Moxley kontynuował walki w dywizji tag team aż do 2010 roku. W 2009 wraz z Kingiem Vu utworzył tag-team Royal Violence. Dwukrotnie zdobyli HWA Tag Team Championship.
Moxley zdobył HWA Heavyweight Championship po raz trzeci, nadal będąc jednym z posiadaczy pasów tag teamowych. 14 lipca 2010 roku stracił tytuł na rzecz Gerome’a Phillipsa.

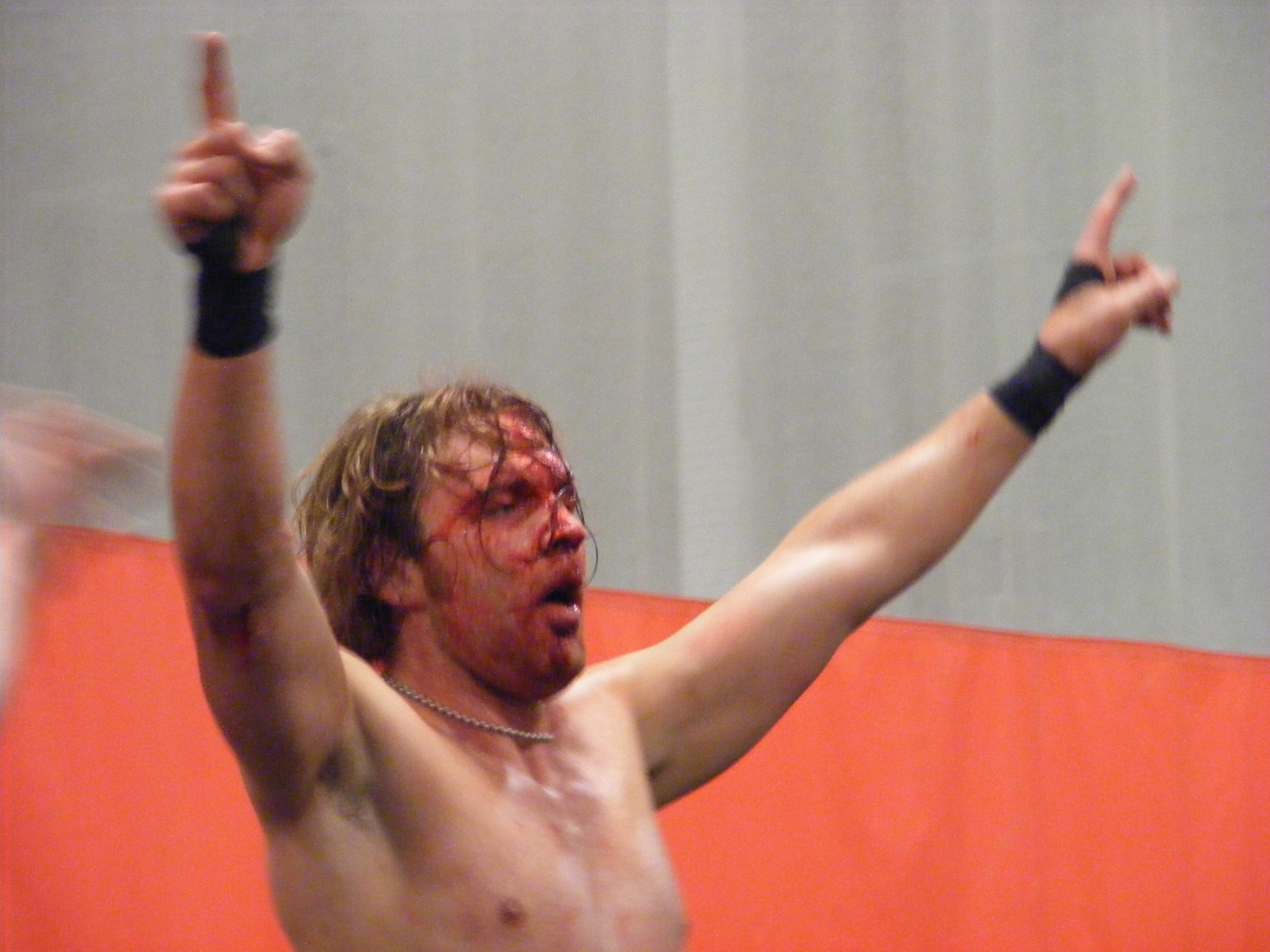
Moxley podczas obrony pasa CZW Heavyweight w 2010 roku.

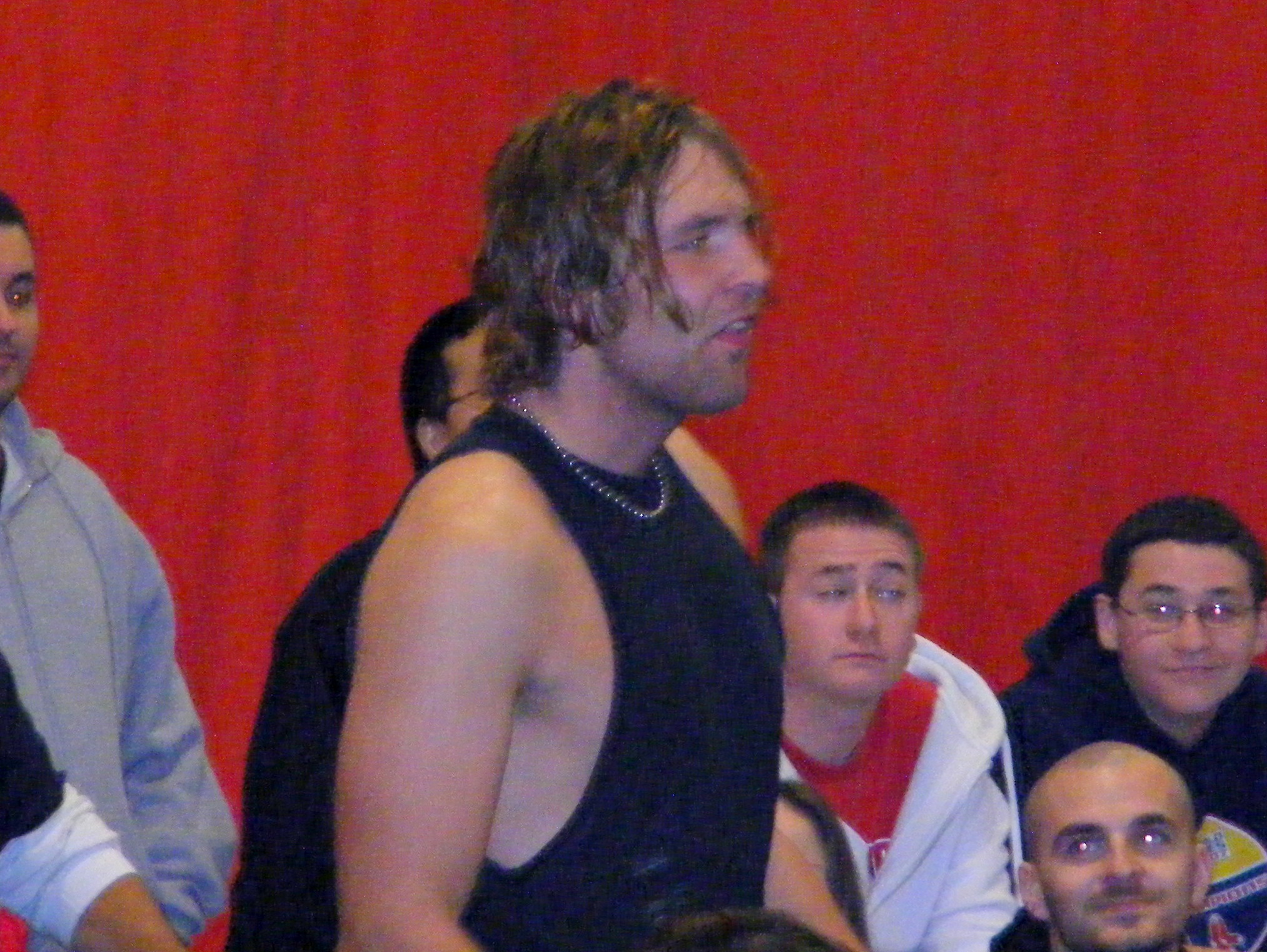
Moxley w 2010

### Insanity Pro Wrestling (2007–2011)
3 lutego 2007, Moxley zadebiutował w Insanity Pro Wrestling (IPW). 6 lipca pokonał Billy’ego Roca, stając się nowym posiadaczem IPW Mid-American Championship; tytuł stracił w październiku, na rzecz Roca. W styczniu 2009 zdobył IPW Heavyweight Championship w walce z Drakiem Youngerem.
Moxley obronił tytuł w walkach z Youngerem, Coltem Cabaną czy Aaronem Williamsem. 1 stycznia 2011 utracił tytuł na rzecz Jimmy’ego Jacobsa.

### Combat Zone Wrestling (2009–2011)
W czerwcu 2009, Moxley wziął udział w turnieju Tournament of Death VIII, organizowanym przez Combat Zone Wrestling (CZW); odpadł w półfinale. W październiku uczestniczył w kolejnym turnieju CZW – Tournament of Death: Rewind. Przegrał już w pierwszej rundzie. 12 lutego 2010, na jedenastym CZW Anniversary Show, Moxley pokonał B-Boya i wygrał CZW World Heavyweight Championship. 8 sierpnia tego samego roku stracił tytuł na rzecz Nicka Gage’a. 14 sierpnia Moxley odzyskał tytuł. Na 12. wydaniu CZW Anniversary Show, 12 lutego 2011, stracił pas na rzecz Roberta Anthony’ego. Podczas pobytu w CZW był członkiem ugrupowania Switchblade Conspiracy; jego kolegami z drużyny byli Sami Callihan i Joe Gacy.

### Dragon Gate USA (2009–2011)
Moxley zaczął współpracę z Dragon Gate USA (DGUSA) 28 listopada 2009; w debiucie pokonał B-Boya. 23 stycznia 2010 pokonał Darina Corbina w dark matchu, a jeszcze tej samej nocy wdał się w bójkę z Laceyem. Na gali Mercury Rising pokonał Tommy’ego Dreamera w Hardcore matchu. Podczas nagrywania gali Uprising w maju 2010 doznał kontuzji w walce z Jimmym Jacobsem. Walczył w federacji do kwietnia 2011 roku; w swojej ostatniej walce przegrał z Akirą Tozawą.

### Inne federacje niezależne (2007–2011)
W 2007 roku Moxley stoczył dwa pojedynki dla federacji Ring of Honor; obydwa były przegranymi przez niego dark matchami.
Na gali Southern Stampede, organizowanej przez Full Impact Pro (FIP), Moxley pokonał Rodericka Stronga w walce o zwakowany FIP World Heavyweight Championship. Wziął udział w turnieju Jeff Peterson Memorial Cup 2010; w finale przegrał z Samim Callihanem. W lipcu 2011 tytuł Moxleya został zawieszony.
Moxley zadebiutował w Evolve Wrestling 1 maja 2010 roku, przegrywając walkę z Drakem Youngerem. 23 lipca zawalczył z Brodiem Leem; pojedynek zakończył się podwójną dyskwalifikacją. 19 kwietnia przegrał z Austinem Ariesem.
Podczas pobytu w Mad-Pro Wrestling (MPW) stał się posiadaczem MPW Tag Team Championship oraz MPW Heavyweight Championship. W drużynie z Samim Callihanem (jako Switchblade Conspiracy) zdobył Westside Xtreme Wrestling Tag Team Championship.

### WWE

#### Florida Championship Wrestling (2011–2012)

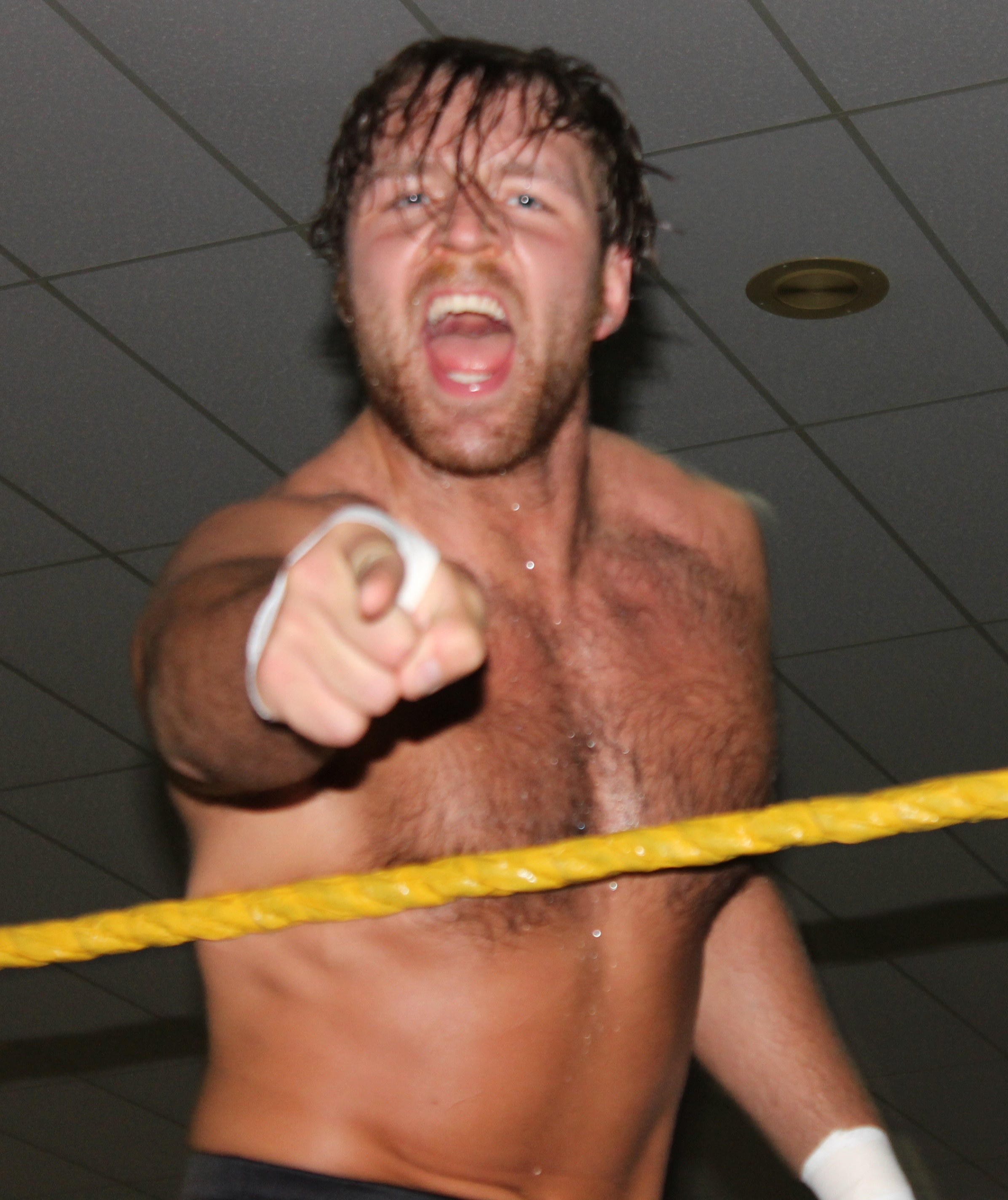
Dean Ambrose krzyczący do fanów podczas eventu NXT w październiku 2012

24 kwietnia 2011 roku Good podpisał kontrakt rozwojowy z World Wrestling Entertainment (WWE). Został przydzielony do ówczesnej rozwojówki federacji – Florida Championship Wrestling – i przybrał pseudonim Dean Ambrose.
Zadebiutował 3 lipca w odcinku FCW TV, wyzywając Setha Rollinsa na pojedynek. 14 sierpnia zawalczył z Rollinsem o FCW 15 Championship; 15-minutowy Iron Man match zakończył się remisem, toteż Rollins zachował tytuł. Kolejny Iron Man match pomiędzy zawodnikami również zakończył się remisem, podobnie jak i trzeci. W czwartym Iron Man matchu, z dodatkową zasadą nagłej śmierci, zwyciężył Seth Rollins. Ambrose wziął udział w turnieju Super Eight Tournament o FCW Florida Heavyweight Championship; przegrał w finałowym Fatal 4-Way matchu. 11 grudnia przegrał walkę o FCW 15 Championship z Damienem Sandowem.
Na jednym z house showów wyzwał CM Punka na pojedynek. Wrestler przyjął wyzwanie i pokonał Ambrose’a. Ambrose rozpoczął rywalizację z komentatorem FCW – Williamem Regalem. 6 listopada na FCW TV przegrał walkę z Regalem. Ambrose żądał rewanżu i regularnie szydził z Regala, używając jego finishera do kończenia swoich walk. Przegrał walkę z Sethem Rollinsem o FCW Florida Heavyweight Championship, po czym otrzymał upragnioną walkę rewanżową z Regalem. Pojedynek zakończył się no-contestem.

#### The Shield (2012–2014)

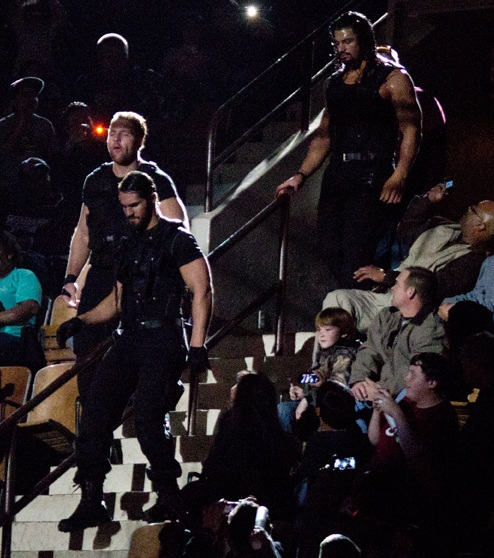
Wejście The Shield na ring

Ambrose zadebiutował w głównym rosterze 18 listopada 2012, na Survivor Series. Razem z Sethem Rollinsem i Romanem Reignsem zaatakowali Rybacka podczas walki wieczoru gali, co pozwoliło CM Punkowi obronić WWE Championship. Trio nazwało swoją grupę „The Shield” i obiecało walczyć z niesprawiedliwością w WWE. Zaprzeczyli, że pracują dla CM Punka, mimo ciągłych ataków na przeciwników mistrza WWE. Ich interwencje doprowadziły do Six-Man TLC Matchu na gali TLC: Tables, Ladders and Chairs, w którym The Shield pokonało Team Hell No (Kane i Daniel Bryan) oraz Rybacka. 28 stycznia 2013, po kolejnej interwencji grupy w walkę Punka, wyjawiono, że CM Punk i jego manager, Paul Heyman, płacili The Shield i sędziemu Bradowi Maddoxowi za pomoc w pokonaniu przeciwników.
The Shield zakończyło współpracę z Punkiem, skupiło się natomiast na rywalizacji z Johnem Ceną, Rybackiem i Sheamusem. Wygrali z nimi walkę na gali Elimination Chamber, a następnego dnia zwyciężyli w walce z Sheamusem, Rybackiem i Chrisem Jericho. Na WrestleManii 29 wygrali starcie z Sheamusem, Randym Ortonem i Big Showem. Następnej nocy na Raw próbowali zaatakować The Undertakera, lecz przeszkodziło im Team Hell No. 22 kwietnia pokonali Undertakera i Team Hell No w Six-Man Tag Team Matchu. Pierwszą przegraną odnotowali w Elimination Tag Team matchu z Ceną i Team Hell No.
19 maja, na gali Extreme Rules, Ambrose pokonał Kofiego Kingstona i został nowym posiadaczem United States Championship. Na Payback obronił pas w walce przeciwko Kane’owi. Na gali Money in the Bank, Ambrose brał udział w Ladder matchu o walizkę z kontraktem na walkę o World Heavyweight Championship, lecz nie udało mu się jej zdobyć. Na SummerSlam przegrał z Robem Van Damem poprzez dyskwalifikację, dzięki czemu pas nie zmienił właściciela.
W sierpniu 2013 The Shield nawiązało współpracę z The Authority. Dzień po Royal Rumble 2014 przegrali walkę z Danielem Bryanem, Johnem Ceną i Sheamusem poprzez dyskwalifikację w wyniku interwencji ze strony The Wyatt Family. Przez tę przegraną żaden z członków The Shield nie mógł wziąć udziału w Elimination Chamber matchu na następnej gali PPV. The Shield przegrało walkę drużynową z The Wyatt Family na gali Elimination Chamber.
W marcu wszyscy trzej członkowie grupy przeszli face turn i rozpoczęli rywalizację z Kanem. Punktem kulminacyjnym feudu była wygrana przez The Shield walka drużynowa z Kanem i New Age Outlaws na WrestleManii XXX. Następnymi rywalami dla The Shield została przywrócona do WWE grupa Evolution, na czele z Triple H’em. Grupa pokonała Evolution na Extreme Rules i Payback. Po odejściu Batisty z WWE, Triple H przekonał Setha Rollinsa do odejścia z The Shield i wstąpienia do The Authority.

#### Dążenie do mistrzostwa (2014–2015)
Ambrose rozpoczął rywalizację z Sethem Rollinsem; interwencja Rollinsa powstrzymała Ambrose’a przed zakwalifikowaniem się do Money in the Bank Ladder matchu. Ostatecznie został dodany do Ladder matchu na prośbę samego Rollinsa. Rollins wygrał Ladder match dzięki interwencji Kane’a. Ambrose miał się zmierzyć z Rollinsem na gali Battleground 2014, jednak przed walką Triple H wyrzucił go z areny. Ambrose i Rollins zmierzyli się w Lumberjack matchu na gali SummerSlam; w walkę interweniował Kane, co pozwoliło Rollinsowi wygrać pojedynek. Dzień później, Kane ponownie pomógł Rollinsowi wygrać walkę z Ambrosem. Po krótkiej przerwie spowodowanej kręceniem filmu Lockdown, Ambrose powrócił na gali Night of Champions i zaatakował Rollinsa. Rywale zmierzyli się po raz kolejny na gali Hell in a Cell; Ambrose przegrał walkę przez interwencję Braya Wyatta.
Na Survivor Series, Ambrose został zdyskwalifikowany w walce z Wyattem. Przegrał też TLC match z Wyattem na gali TLC: Tables, Ladders and Chairs. Feud zakończył się wygranym przez Wyatta Ambulance matchem na Raw.
19 stycznia 2015 wygrał non-title match z mistrzem interkontynentalnym – Bad News Barrettem. Ambrose zmusił Barretta do podpisania kontraktu na walkę o mistrzostwo na gali Fastlane; walkę przegrał przez dyskwalifikację, lecz po zakończeniu pojedynku ukradł pas. Na WrestleManii 31 wziął udział w 7-Man Ladder matchu o Intercontinental Championship, lecz nie udało mu się go zdobyć. Rozpoczął krótką rywalizację z Lukiem Harperem; pokonał go na gali Extreme Rules. Ambrose wziął udział w turnieju King of the Ring, lecz odpadł już w pierwszej rundzie.

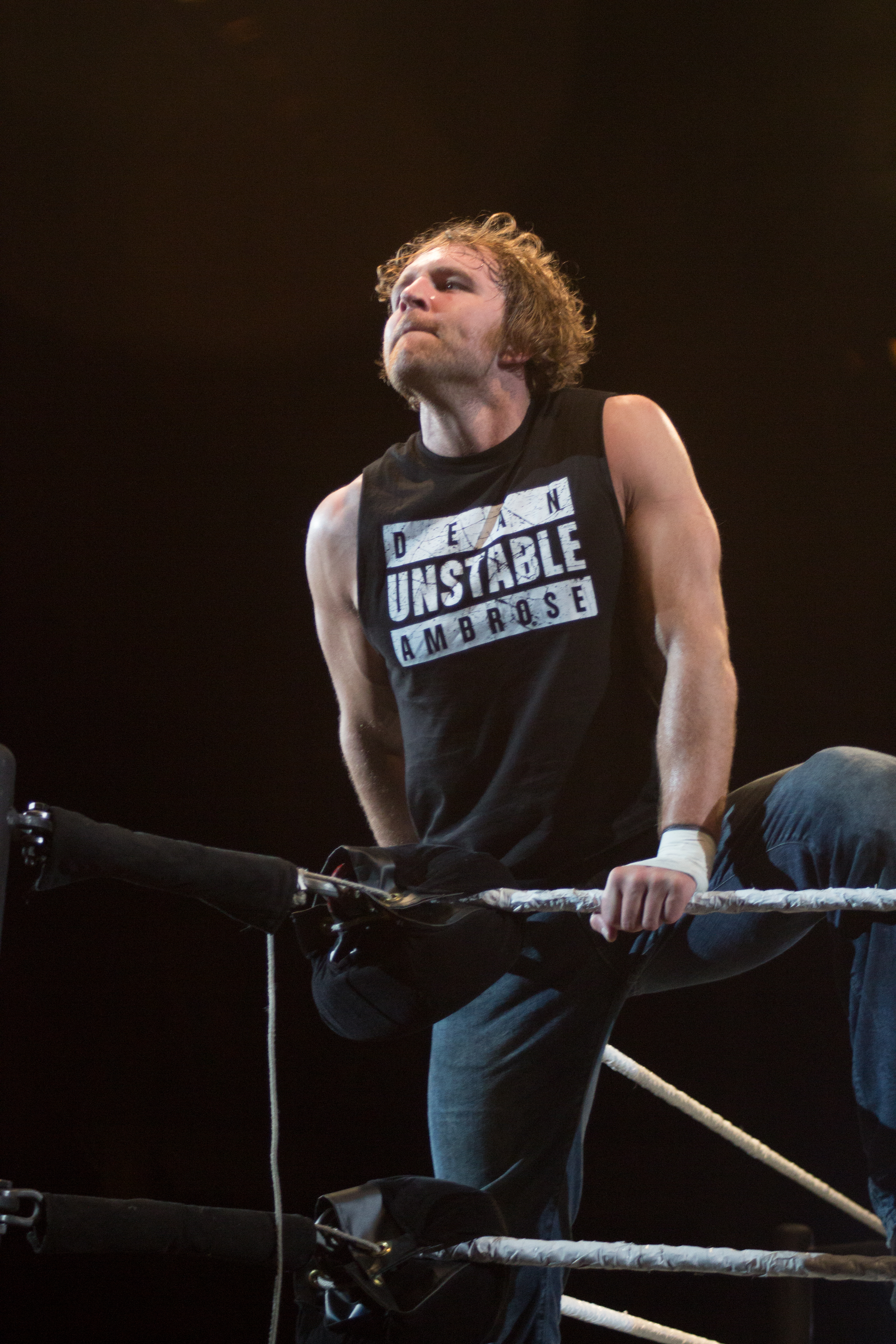
Ambrose w styczniu 2015

Ambrose był jednym z uczestników Fatal 4-Way matchu o WWE World Heavyweight Championship na gali Payback; nie udało mu się zdobyć mistrzostwa. Wygrał walkę o tytuł z Sethem Rollinsem na Elimination Chamber, jednak jako, że była to wygrana przez dyskwalifikację, tytuł nie zmienił właściciela. Ambrose ukradł Rollinsowi pas i zażądał Ladder matchu o mistrzostwo na Money in the Bank. Walkę na gali wygrał Rollins.
Tuż po Money in the Bank, Ambrose ponownie połączył siły z Romanem Reignsem. Na SummerSlam, Ambrose i Reigns pokonali Braya Wyatta i Luke’a Harpera. Dzień później, w trakcie walki rewanżowej, zostali zaatakowani przez debiutującego Brauna Strowmana. Na gali Night of Champions, drużyna Ambrose’a, Chrisa Jericho i Reignsa została pokonana przez The Wyatt Family.
W listopadzie 2015 wziął udział w turnieju mającym wyłonić nowego właściciela WWE World Heavyweight Championship. Przegrał w walce finałowej z Romanem Reignsem, na gali Survivor Series.

#### Intercontinental Champion, różne rywalizacje (2015-2016)
Ambrose zdobył miano pretendenta do Intercontinental Championship, będącego w posiadaniu Kevina Owensa. Zdobył mistrzostwo w walce z Owensem na gali TLC: Tables, Ladders and Chairs. Na Royal Rumble 2016 obronił pas Last Man Standing matchu z Owensem; wziął też udział w Royal Rumble matchu, został wyeliminowany jako ostatni. Następnej nocy na Raw, Ambrose został zmuszony do obrony tytułu w Fatal 5-Way matchu; stracił mistrzostwo na rzecz Kevina Owensa.
Na gali Fastlane wziął udział w Triple Threat matchu, mającym wyłonić przeciwnika dla Triple H’a na WrestleManii 32; został przypięty przez Reignsa. Następnego dnia przed rozpoczęciem Raw opublikowano filmik ukazujący Brocka Lesnara atakującego Ambrose’a po dotarciu na arenę. Ambrose musiał zostać odwieziony do pobliskiego szpitala. Na tym samym Raw, Paul Heyman ogłosił, że Brock Lesnar zmierzy się z jakimkolwiek wrestlerem, który będzie na tyle odważny, by z nim zawalczyć. Ambrose wjechał na arenę karetką i przyjął wyzwanie. Stypulacją ich pojedynku miał być No Holds Barred Street Fight.
29 lutego na Raw, Ambrose wyzwał Triple H’a na pojedynek o WWE World Heavyweight Championship. Przegrał walkę z mistrzem na gali Roadblock.
Ambrose kontynuował feud z Lesnarem; 14 marca otrzymał prezent od Micka Foleya – kij bejsbolowy opleciony drutem kolczastym (była to broń często używana przez Foleya). W następnym tygodniu otrzymał piłę łańcuchową od Terry’ego Funka. 24 marca na SmackDown wdał się w bójkę z Lesnarem i The Wyatt Family. Na WrestleManii 32 został pokonany przez Lesnara; w czasie walki użył podarowanych mu wcześniej przedmiotów.
Po WrestleManii, Ambrose rozpoczął rywalizację z Chrisem Jericho. Manager Generalny Raw, Shane McMahon pozwolił mu przejąć talk-show Jericho, The Highlight Reel i przemienić go w The Ambrose Asylum. Rosnące napięcie pomiędzy zawodnikami doprowadziło do walki na gali Payback, z której zwycięsko wyszedł Ambrose. Następnej nocy na Raw, Stephanie McMahon odwołała segment The Ambrose Asylum i zastąpiła go talk-showem Chrisa Jericho. Jericho wyszedł do ringu i zaatakował Ambrose’a. Tydzień później, Ambrose pobił Jericho i zniszczył jego kurtkę, zaś 12 maja na SmackDown, Jericho zaatakował Ambrose’a i założył mu kaftan bezpieczeństwa. Na następnym Raw, Ambrose wyzwał Jericho do walki na Extreme Rules; Jericho przyjął wyzwanie. Ambrose wyjawił, iż stypulacją ich starcia na gali będzie pierwszy w historii Asylum match – Steel Cage match z różnymi przedmiotami wiszącymi nad ringiem; Ambrose zdołał wygrać starcie.

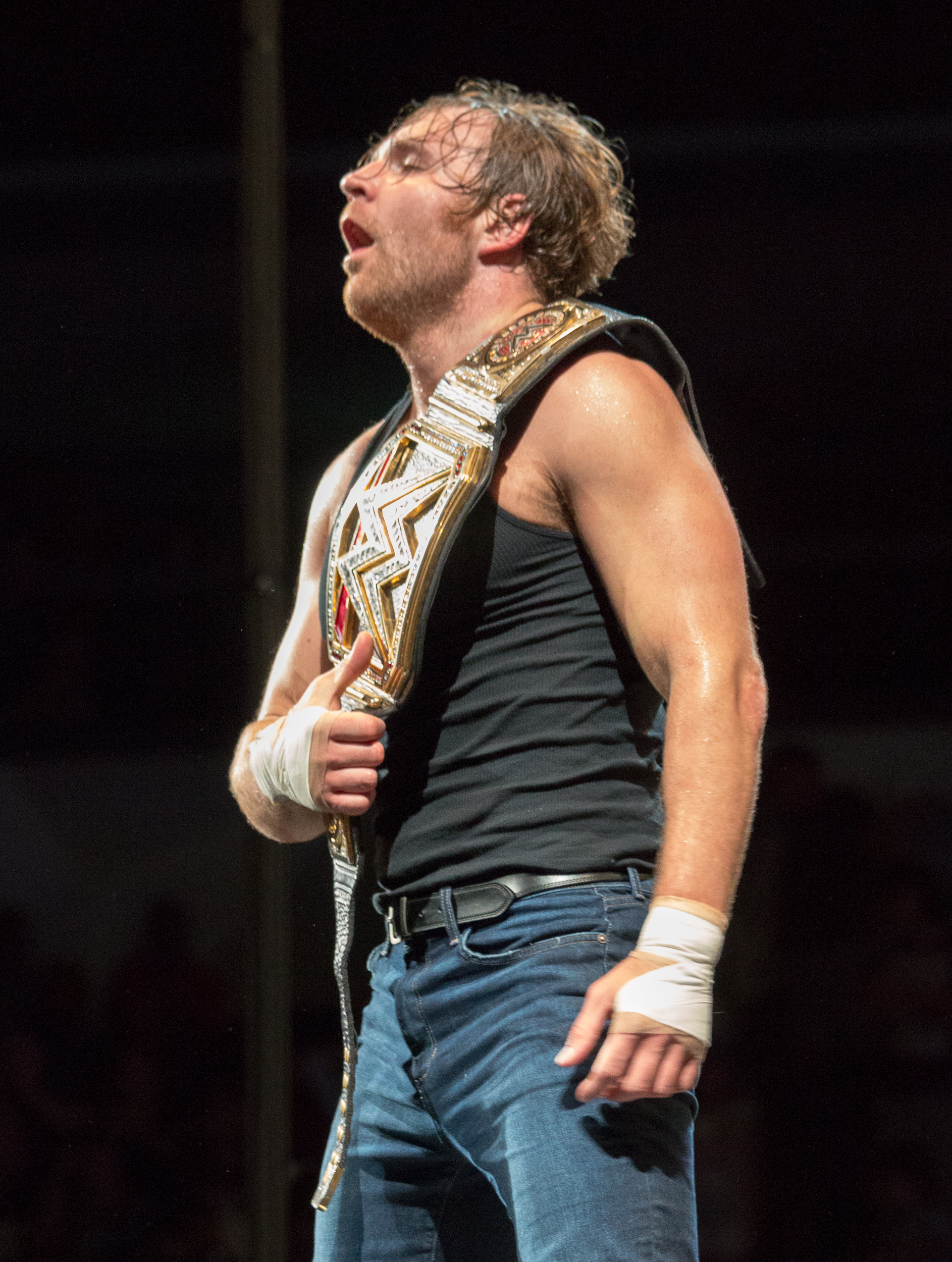
Ambrose jako WWE World Champion w lipcu 2016

20 czerwca 2016 na gali Money in the Bank, Ambrose wygrał Money in the Bank ladder match i walizkę z kontraktem gwarantującym pojedynek z mistrzem w wybranym przez Ambrose’a miejscu i czasie. Kontrakt wykorzystał jeszcze tej samej nocy na nowo ukoronowanym Sethu Rollinsie. Wygrał krótką walkę z mistrzem i zdobył WWE World Heavyweight Championship po raz pierwszy w swojej karierze. Następnej nocy na Raw, Rollins i Reigns zmierzyli się ze sobą w starciu o miano pretendenckie do WWE World Heavyweight Championship, lecz nie udało się wyłonić zwycięzcy. Po pojedynku, na prośbę samego Ambrose’a, Współmenedżer Generalny Raw Shane McMahon ogłosił, że wszyscy trzej byli członkowie The Shield zawalczą w Triple Threat matchu o główne mistrzostwo WWE na gali Battleground. 18 lipca, Ambrose i Rollins zmierzyli się w starciu o WWE Championship, lecz nie udało się wyłonić zwycięzcy tego pojedynku. Shane McMahon zadecydował, że rewanż między zawodnikami odbędzie się następnego dnia, na specjalnym odcinku SmackDown. Na tymże odcinku, w wyniku WWE Draftu, Rollins i Reigns zostali członkami brandu Raw, zaś Ambrose – brandu SmackDown. Ambrose zdołał pokonać Rollinsa w walce o WWE Championship. Na gali SummerSlam obronił tytuł w walce z Dolphem Zigglerem. Rozpoczął rywalizację z A.J. Stylesem. 30 sierpnia Styles zainterweniował w starcie Ambrose’a z Baronem Corbinem. Ambrose zdołał skontrować Phenomenal Forearm Stylesa, przez co ten wylądował na linach. Na następnym SmackDown pretendent odwdzięczył się mistrzowi, wykonując na nim low blow. Na gali Backlash, Styles zakończył trwające 84 dni panowanie Ambrose’a jako WWE World Championa stając się nowym mistrzem. 1 listopada na odcinku SmackDown po pokonaniu Stylesa w walce bez tytułu na szali, Ambrose stał się ponownie pretendentem do tytułu; w międzyczasie stał się mentorem Jamesa Ellswortha ustanawiając walkę wieczoru na gali TLC: Tables, Ladders & Chairs. Na gali Survivor Series, Ambrose i Styles byli częścią męskiej drużyny SmackDown w 5-on-5 Survivor Series Tag Team Elimination matchu. Podczas walki wyeliminowany Ambrose zaatakował Stylesa powodując zaś jego eliminację z pojedynku. Na gali TLC, Ambrose przegrał ze Stylesem po interwencji ze strony Ellswortha, który zdradził swojego przyjaciela i zepchnął z drabiny. Dwa dni później na tygodniówce SmackDown Live przegrał walkę z The Mizem o WWE Intercontinental Championship po ponownym pojawieniu się obok ringu przez Ellswortha.
Pod koniec 2016 rozpoczął rywalizację z The Mizem, gdzie Renee Young przeprowadziła wywiad z Mizem po jego skutecznej obronie tytułu przeciwko Apollo Crewsowi. Po tym jak Young spytała Miza odnośnie do „obsesji wobec Ambrose’a”, Miz odpowiedział sarkastycznie, że to ona (poza wrestlingiem) jest w związku z Deanem, wskutek czego Young spoliczkowała Miza. 3 stycznia na odcinku SmackDown Live, Ambrose pokonał Miza w walce o tytuł i stał się dwukrotnym posiadaczem Intercontinental Championship. Na gali Royal Rumble wziął udział w Royal Rumble matchu jako 12. uczestnik, lecz po 27 minutach został wyeliminowany przez Brocka Lesnara. Na gali Elimination Chamber wziął udział w tytułowej walce o WWE Championship, lecz po wyeliminowaniu Barona Corbina został przez niego zaatakowany i spowodowało to eliminację Ambrose’a. Doprowadziło to do rywalizacji, podczas której Ambrose obronił Intercontinental Championship w walce z Corbinem podczas pre-show WrestleManii 33.
10 kwietnia podczas odbywającego się Superstar Shake-up, Ambrose oraz Intercontinental Championship zostały przeniesione do rosteru Raw. W tym samym dniu pokonał Kevina Owensa w walce wieczoru. Dean rozpoczął feud z The Mizem. Na Extreme Rules stracił swoje Intercontinental Championship, przegrywając z Mizem. Na Great Balls of Fire ponownie przegrał z A-Listerem rewanż o pas w wyniku ingerencji The Miztourage (Bo Dallas & Curtis Axel) oraz Maryse. Na Raw przed Summerslam zjednoczył się z Sethem Rollinsem. Na największej gali lata, razem z Architektem pokonał Cesaro i Sheamusa zdobywając WWE Raw Tag Team Championship.
Zjednoczenie The Shield oraz Koniec Kariery w WWE (2017-2019)
9 października 2017 na tygodniówce Raw – Roman Reigns, Dean Ambrose i Seth Rollins zjednoczyli się po trzech latach rozpadu. Powróciło The Shield. W ramach feudu The Shield m.in. z The Mizem, Cesaro i Sheamusem, Generalny Menedżer Raw, Kurt Angle ustanowił na TLC: Tables, Ladders & Chairs mecz pomiędzy Deanem Ambrose’em, Sethem Rollinsem i zastępującym Big Doga – Kurtem Angle, a The Mizem, Kane’em, Braunem Strowmanem, Cesaro i Sheamusem. Walkę wygrało The Shield i Angle. 6 listopada podczas Raw, Dean i Seth stracili swoje tytuły tag teamowe przeciwko Cesaro i Sheamusowi. Uwagę członków Shield zwrócili wychodzący członkowie The New Day – Kofi, Big E i Xavier Woods. Wykorzystał to Sheamus, wykonując na Rollinsie Brogue Kick. Irlandczyk przypiął Kingslayera, ten nie odkopał, a Cesaro i Sheamus zdobyli WWE Raw Tag Team Championship. W wyniku brawlu na backstage’u i ataku Samoa Joe Dean Ambrose doznał kontuzji tricepsa, która wykluczyła go z akcji na 9 miesięcy.
Ponownie na ring powrócił, 13 sierpnia 2018, podczas Monday Night Raw. 23 października 2018, Dean Ambrose wraz z Sethem Rollinsem, stoczyli pojedynek o Raw Tag Team Championship. Wygrali, a po walce Ambrose, przeszedł Heel Turn wykonując Dirty Deeds na Rollinsie. Storyline miał finał na TLC 2018, gdzie Dean Ambrose, walczył o Intercontinental Championship z Sethem Rollinsem. Wyszedł ze starcia zwycięsko. 15 stycznia 2019 na Monday Night Raw Ambrose musiał bronić tytułu w Triple Threat Matchu przeciwko Bobby’emu Lashleyowi oraz Sethowi Rollinsowi. Tytuł zdobył Bobby Lashley poprzez przypięcie. Wystąpił jeszcze w Royal Rumble 2019. 4 marca 2019, tydzień po powrocie, Romana Reignsa do WWE, poprosił on by ostatni raz, zjednoczyć siły i wystąpić na gali FASTLANE jako The Shield. Tego dnia The Shield zjednoczyło się po raz ostatni, a na Fastlane pokonali oni w Six Man Tag-Team Matchu, Drew McIntyre’a, Barona Corbina oraz Bobby’ego Lashleya. 9 kwietnia 2019 skończył on przygodę z WWE.

### All Elite Wrestling (2019)
25 maja 2019 pod pseudonimem Jon Moxley zadebiutował na gali nowej federacji All Elite Wrestling Double or Nothing, atakując po walce Chrisa Jericho oraz Kenny’ego Omegę. Zdobył AEW Championship na gali Revolution 29 lutego 2020 pokonując Chrisa Jericho.

## Inne media
Good zagrał główną rolę w produkcji WWE Studios 12 Rounds 3: Lockdown. Wystąpił też w dwóch odcinkach Swerved – programu nadawanego na WWE Network.

### Filmografia

#### Film
| Rok  | Tytuł                 | Rola      | Notka |
| ---- | --------------------- | --------- | ----- |
| 2015 | 12 Rounds 3: Lockdown | John Shaw |       |
| 2016 | Countdown             | On sam    |       |

#### Telewizja
| Rok     | Tytuł       | Rola   | Notka                                           |
| ------- | ----------- | ------ | ----------------------------------------------- |
| od 2016 | Total Divas | On sam | Gość (sezon 2 i 5) Powracająca postać (sezon 6) |

## Życie prywatne
Good wychowywał się w zaniedbanej, wschodniej części Cincinnati. Jako dziecko był wielkim fanem Breta Harta, używał wrestlingu jako ucieczki od otaczającego go trudnego środowiska. Rok po rozpoczęciu treningów wrestlerskich rzucił naukę w liceum. Jest fanem NHL i NFL, a jego ulubionymi drużynami są Cincinnati Bengals i Philadelphia Flyers.
Obecnie spotyka się z konferansjerką WWE, Renee Paquette, znaną też pod pseudonimem Renee Young.

## Ruchy używane w wrestlingu
- Finishery
  - Jako Dean Ambrose
    - Dirty Deeds (Headlock driver (2012–2014), double underhook DDT (od 2014))
    - Midnight Special (Over the shoulder back-to-belly piledriver)(FCW)

  - Jako Jon Moxley
    - Cutter
    - Hook and Ladder(Chickenwing facebuster)
    - Moxicity (Spinning side slam)
    - One Hitter (Vertical suplex DDT)
- Ambrose wykonujący Dirty Deeds na Johnie Cenie

Inne ruchy
- - Jako Dean Ambrose
    - Air Lunatic (Suicide dive)

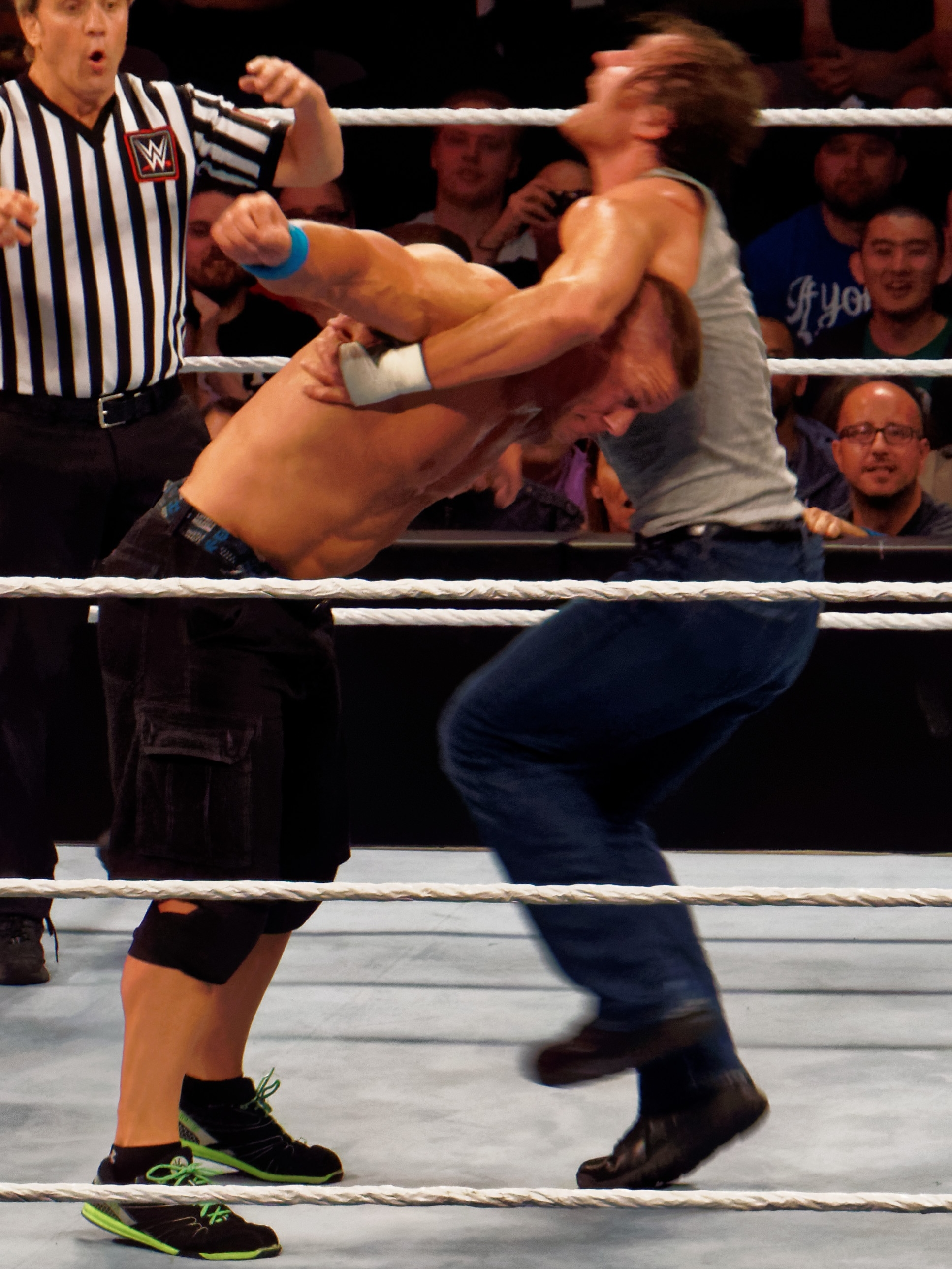
Ambrose wykonujący Dirty Deeds na Johnie Cenie

    - Corner forearm smash, a następnie Running bulldog
    - Diving elbow drop na stojącym przeciwniku

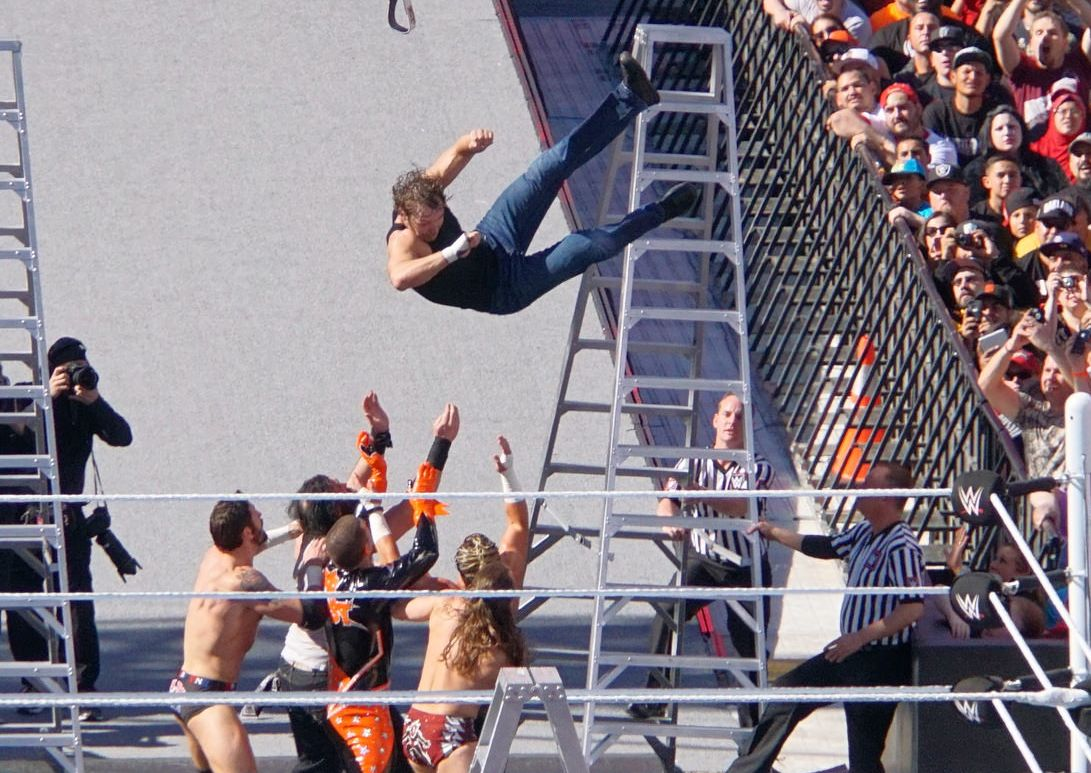
Ambrose wykonujący Diving elbow drop ze szczytu drabiny na WrestleManii 31

    - Double underhook superplex
    - Front missile dropkick
    - Snap DDT
    - Ambrose wykonujący Diving elbow drop ze szczytu drabiny na WrestleManii 31

Tornado DDT
- - Jako Jon Moxley
    - Crossface chickenwing
    - Fujiwara armbar
    - Piledriver
    - Snap DDT
    - Superplex
    - Vertical suplex powerbomb
- Menedżerowie
  - Ruby Sky
  - Christina Von Eerie
  - Trina Michaels
- Przydomki
  - „The Lunatic Fringe”
  - „Street Dog”
- Ambrose wykonujący Dirty Deeds na The Mizie

Motywy muzyczne
- - Jako Jon Moxley

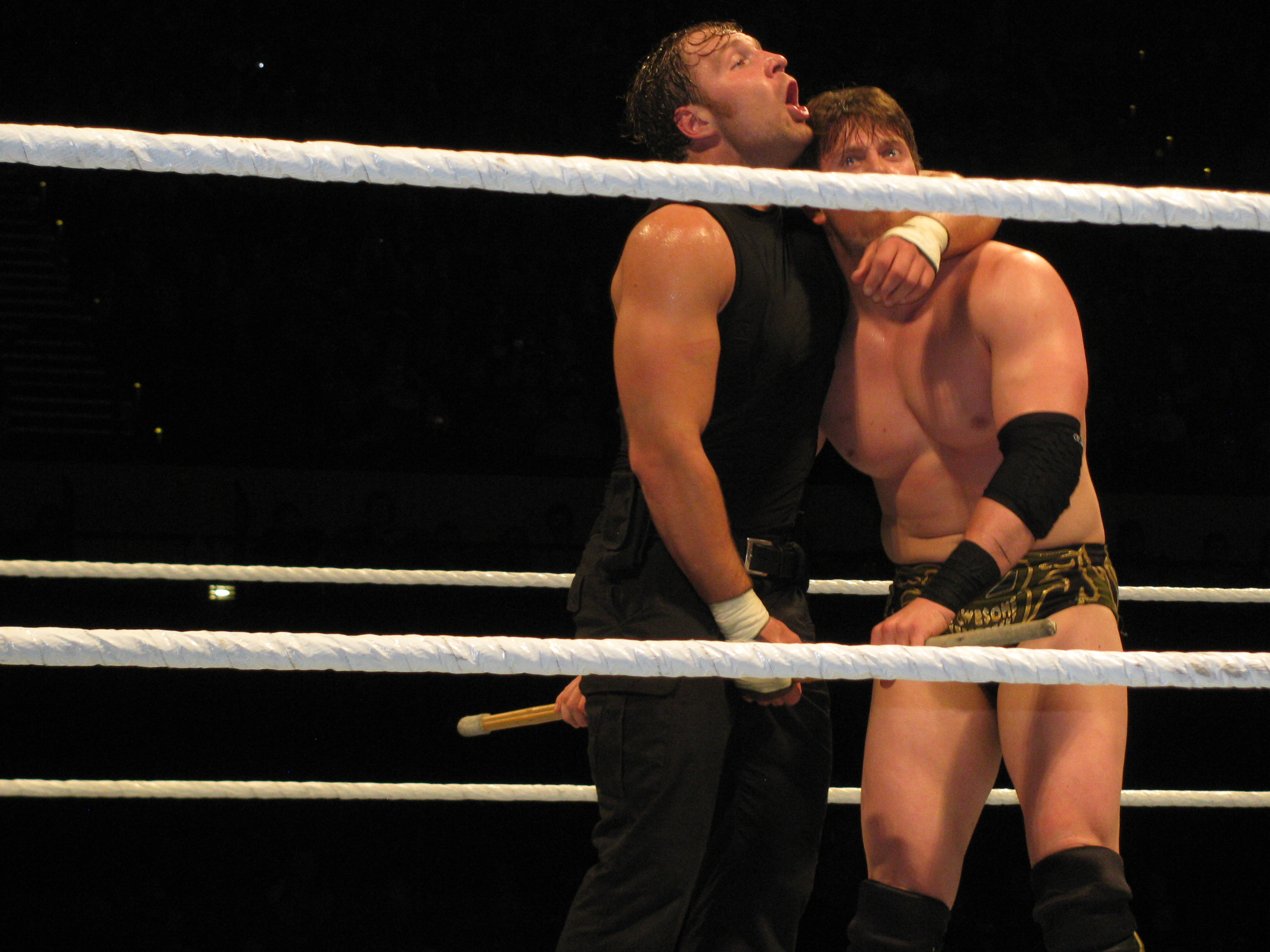
Ambrose wykonujący Dirty Deeds na The Mizie

    - „Hybrid Moments” ~ Shyko (Chikara)

  - Jako Dean Ambrose
    - „Special Op” ~ Jim Johnston (2012–2014; jako członek The Shield)
    - „Retaliation” ~ CFO$ (od czerwca 2014)

## Mistrzostwa i osiągnięcia
- Combat Zone Wrestling

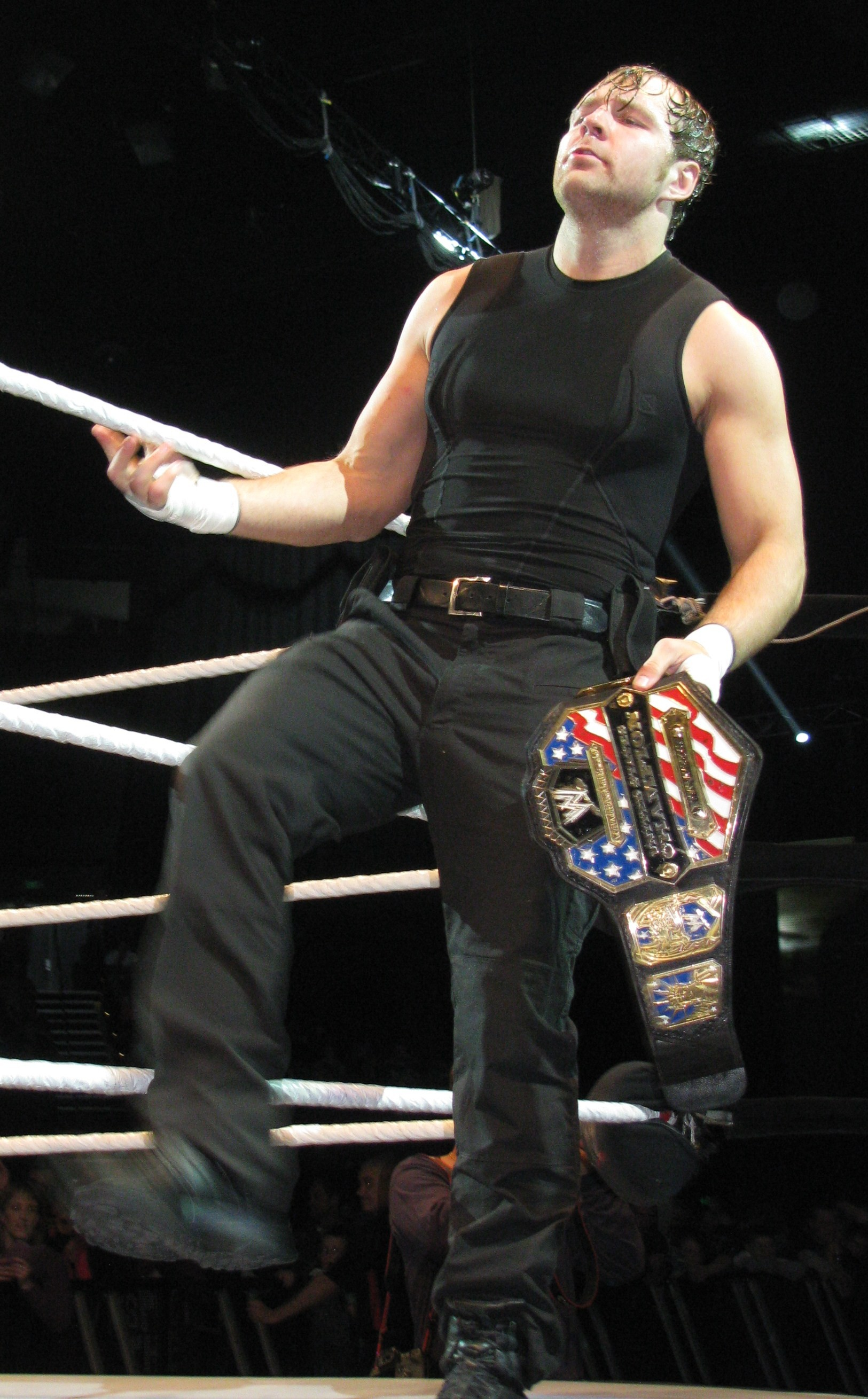
Ambrose jako United States Champion

  - CZW World Heavyweight Championship (2 razy)[18]
- Full Impact Pro
  - FIP World Heavyweight Championship (1 raz)[18]
- Heartland Wrestling Association
  - HWA Heavyweight Championship (3 razy)[18]
  - HWA Tag Team Championship (4 razy) – z Jimmym Turnerem (1), Codym Hawkiem (1) i Kingiem Vu (2)[18]
  - Attack of the Trios (2009) – z Deanem Jablonskim i Dickiem Rickiem
- Insanity Pro Wrestling
  - IPW World Heavyweight Championship (2 razy)[18]
  - IPW Mid-American Championship (1 raz)[18]
- International Wrestling Association
  - IWA World Tag Team Championship (1 raz) – z Hadem Vansenem[18]
- Pro Wrestling Illustrated
  - Feud of the Year (2014) vs. Seth Rollins
  - Most Popular Wrestler of the Year (2014, 2015)
  - PWI umieściło go na 13. miejscu w top 500 wrestlerów rankingu PWI 500 w 2015
  - PWI umieściło go na 9. miejscu w top 500 wrestlerów rankingu PWI 500 w 2016[104]
- Westside Xtreme Wrestling
  - wXw World Tag Team Championship (1 raz) – z Samim Callihanem[18]
- WWE
  - Money in the Bank (2016)
  - WWE Intercontinental Championship (2 razy)[105]
  - WWE United States Championship (1 raz)[2]
  - WWE World (Heavyweight) Championship (1 raz)[2]
  - Slammy Awards (5 razy)
    - Breakout Star of the Year (2013, 2014) 2013 – jako członek The Shield
    - Faction of the Year (2013, 2014) z Sethem Rollinsem i Romanem Reignsem jako The Shield
    - Trending Now (Hashtag) of the Year (2013) – #BelieveInTheShield z Sethem Rollinsem i Romanem Reignsem jako The Shield
- All Elite Wrestling
  - AEW World Championship (1 raz)